# Alexandré Pölking
Alexandre Pölking (sinh ngày 12 tháng 3 năm 1976), còn được biết đến với tên đơn giản Mano, là một cựu cầu thủ và huấn luyện viên bóng đá người Brasil-Đức.

## Sự nghiệp cầu thủ
Pölking bắt đầu sự nghiệp ở Đức, thi đấu cho VfB Fichte Bielefeld, Arminia Bielefeld và SV Darmstadt 98. Năm 2005, Pölking chuyển đến Síp, nơi ông thi đấu cho Olympiakos Nicosia và APOEL.

## Sự nghiệp huấn luyện viên
Pölking là trợ lý của huấn luyện viên người Đức Winfried Schäfer từ năm 2008 tại Al Ain FC và FC Baku. Năm 2012, Alexandré Pölking đến Thái Lan để làm trợ lý của Schäfer, người được bổ nhiệm làm huấn luyện viên trưởng đội tuyển quốc gia Thái Lan vào tháng 6 năm 2011. Năm 2013, Pölking được Army United bổ nhiệm làm huấn luyện viên trưởng. Anh kết thúc mùa giải đầu tiên trên cương vị huấn luyện viên trưởng ở vị trí thứ 6 trên bảng xếp hạng chung cuộc.
Năm 2014, Pölking chuyển đến Suphanburi. Sau đó, ông đã bị câu lạc bộ sa thải sau 12 trận đấu của Giải bóng đá Ngoại hạng Thái Lan. Pölking đã trở thành huấn luyện viên trưởng của Bangkok United ở giai đoạn lượt về của mùa giải 2014. Ông có màn ra mắt cho Bangkok United với chiến thắng 3-0 trước câu lạc bộ cũ Army United vào ngày 25 tháng 6 năm 2014. Tại đây, ông giúp cho câu lạc bộ 2 lần giành vị trí á quân Giải vô địch Thái Lan vào các năm 2016 và 2018.
Cuối năm 2020, nhà cầm quân người Đức gốc Brazil chia tay Bangkok United để chuyển đến huấn luyện Câu lạc bộ Thành phố Hồ Chí Minh của Việt Nam, nhưng không đạt được thành công nào. Ông trở lại Thái Lan dẫn dắt đội tuyển quốc gia nước này vào tháng 9 năm 2021 và cùng đội bóng lên ngôi vương tại giải đấu khu vực 2 lần liên tiếp (vào các năm 2020 và 2022).
Ông cũng làm huấn luyện viên đội U-23 Thái Lan dự SEA Games 31 vào năm 2022, nơi đội để thua chủ nhà U-23 Việt Nam 0-1 tại chung kết bóng đá nam. Tại lễ trao giải sau trận chung kết môn bóng đá nam SEA Games 31, ông cùng trợ lý Luis Filipe Pena Viegas của U-23 Thái Lan đã lớn tiếng rằng ban tổ chức đưa thiếu huy chương bạc cho đội bóng này. Trợ lý huấn luyện viên của Thái Lan thậm chí còn tỏ ra bức xúc với  một nhân viên truyền thông của Liên đoàn bóng đá Việt Nam, cho rằng ban tổ chức làm việc "thiếu chuyên nghiệp" dù đã được giải thích rằng họ đã trao đầy đủ và việc thiếu huy chương là do Thái Lan mang quá số người quy định. Theo điều lệ giải, mỗi đội được trao 28 tấm huy chương (giới hạn cho huấn luyện viên trưởng, trưởng đoàn và các cầu thủ tham dự) và phải đặt mua thêm nếu muốn số lượng nhiều hơn. Polking sau đó đã thừa nhận việc không được trao huy chương và đã đòi hỏi dù biết quy định của ban tổ chức, cho rằng ông "không còn vấn đề gì nữa".
Vào tháng 11/2023, Liên đoàn Bóng đá Thái Lan (FAT) thông báo sa thải ông, sau khi tuyển Thái Lan thi đấu mờ nhạt ở vòng loại World Cup 2026. Ở 2 trận đầu tiên tại bảng C vòng loại thứ 2 World Cup 2026, đội tuyển Thái Lan đã thể hiện bộ mặt khá mờ nhạt. Họ thất bại 1-2 trước Trung Quốc, sau đó thắng nhọc nhằn 3-1 trước đội tuyển Singapore. Ông chính thức chia tay giới bóng đá Thái Lan vào cuối tháng 11.
Vào tháng 5/2024, Alexandre Pölking chuyển đến Công an Hà Nội thay Kiatisuk Senamuang vừa từ chức. Theo đó, đôi bên đã ký hợp đồng kéo dài tối thiểu 2 năm.

## Thống kê quản lý
Kể từ trận đấu diễn ra ngày 14 tháng 5 năm 2025
| U-23 Thái Lan                       | THA       | 23 tháng 6, 2012         | 3 tháng 7 năm 2012   | 5   | 2   | 1  | 2  | 40.00 |  |
| Army United                         | THA       | 31 tháng 10 năm 2012     | 9 tháng 11 năm 2013  | 34  | 14  | 9  | 11 | 41,18 |  |
| Suphanburi                          | THA       | 2 tháng 1, 2014          | 12 tháng 5, 2014     | 14  | 6   | 3  | 5  | 42,86 |  |
| Bangkok United                      | THA       | Ngày 25 tháng 6 năm 2014 | 18 tháng 10 năm 2020 | 221 | 126 | 43 | 52 | 57.01 |  |
| Thành phố Hồ Chí Minh               | VIE       | Tháng 11 năm 2020        | Tháng 8 năm 2021     | 12  | 4   | 2  | 6  | 33.33 |  |
| Đội tuyển Bóng đá Quốc gia Thái Lan | THA       | 28 tháng 9 năm 2021      | 22 tháng 11, 2023    | 37  | 21  | 8  | 8  | 56,76 |  |
| U-23 Thái Lan                       | THA       | 11 tháng 4, 2022         | 24 tháng 5 năm 2022  | 6   | 4   | 0  | 2  | 66,67 |  |
| Công An Hà Nội                      | VIE       | 23 tháng 5, 2024         | Hiện tại             | 36  | 18  | 10 | 8  | 50.00 |  |
| Tổng cộng                           | Tổng cộng | Tổng cộng                | Tổng cộng            | 365 | 195 | 76 | 94 | 53,42 |  |

## Thành tích

### Huấn luyện viên
Bangkok United
- Thai League 1:  Á quân (2016, 2018)
- Cúp FA Thái Lan:  Á quân (2017)

Công an Hà Nội
- Cúp Quốc gia:   Vô địch (2024–25)
- Siêu cúp Quốc gia:   Vô địch: (2025)

ĐTQG Thái Lan
- Giải vô địch bóng đá Đông Nam Á:   Vô địch (2020, 2022)

U-23 Thái Lan
- Đại hội Thể thao Đông Nam Á :  Á quân (2021)

### Cá nhân
- Huấn luyện viên Thai League 1 của tháng: 4/2016, 4/2018, 6/2019